# Punky’s Dilemma
«Punky’s Dilemma» — песня музыкального дуэта Simon & Garfunkel с их четвёртого студийного альбом, Bookends (1968).

## О песне
«Punky’s Dilemma» была одной из двух песен (второй была «Overs»), которые Пол Саймон предложил режиссёру Майку Николсу для его фильма «Выпускник». Николсу не очень понравилась ни одна из них, что привело к тому, что Саймон написал «Mrs. Robinson».
Над песней частично работал Джон Саймон, которого наняли, чтобы «запустить» запись, когда у Пола Саймона был творческий кризис. Морган Эймс, автор журнала High Fidelity, присутствовал на сессии записи, во время которой создавалась «Punky’s Dilemma», в октябре 1967 года . Команда потратила более 50 студийных часов на запись песни, перезаписывая вокальные партии, иногда нота за нотой, пока не осталась довольна.

## Композиция
Песня «Punky’s Dilemma» — лёгкая и минимальная в музыкальном плане, с мягкой перкуссией в софт-джазовом стиле и, похоже, импровизированными гитарными партиями, в которых преобладают септаккорды. В ней использованы образы еды на завтрак, чтобы высмеять Голливуд и киноиндустрию. В третьем куплете песня неожиданно делает «резкий поворот налево», когда певец начинает фантазировать о себе как о восхищенном солдате.